# Vampeta
Vampeta (Marcos André Batista Santos), född 13 mars 1974, är en före detta brasiliansk fotbollsspelare som ingick i det brasilianska landslag som vann fotbolls-VM 2002. 2011 var Vampeta tränare för Grêmio Osasco.
I klubbväg har han bland annat representerat PSV Eindhoven och Inter.